# Jan Boskamp (voetballer)
Johannes (Johan of Jan) Boskamp (Rotterdam, 21 oktober 1948) is een voormalige voetballer, trainer en analist. 
Als middenvelder speelde hij in Nederland voor Feyenoord en Holland Sport, en in België voor RWDM en Lierse SK. In 1975 was hij de eerste buitenlander die de Belgische Gouden Schoen kreeg. In 1978 zat hij in de Oranje-selectie voor het WK in Argentinië.
Als trainer begon hij bij Lierse SK waarna verschillende Belgische en buitenlandse clubs volgden. Met RSC Anderlecht won hij drie landstitels op rij.  
In België en in Nederland werkte hij tot zijn vijfenzeventigste als analist voor diverse kranten en televisieprogramma's. Voor HBVL maakt hij nog steeds wekelijkse analyses en de rubriek "Bossie breekt uit."

## Spelersloopbaan

### Feyenoord
Boskamp was zeven jaar oud toen hij bij de Rotterdamse Voetbalvereniging Hoop Op Vooruitgang (RVV HOV) begon. Tien jaar later kreeg hij een contract bij de jeugd van Feyenoord en na één jaar debuteerde hij in een thuiswedstrijd in de Eredivisie. In 1969/70 deed hij zijn legerdienst en werd hij uitgeleend aan Holland Sport, waardoor hij niet meemaakte dat Feyenoord de Europacup I veroverde. Hij was weer terug toen Feyenoord in augustus en september 1970 in twee wedstrijden om de Intercontinental Cup speelde tegen het Argentijnse Estudiantes; in de terugwedstrijd maakte hij bijna het tweede doelpunt. Met Feyenoord, waar hij tot 1974 speelde, werd hij drie keer landskampioen en won hij in 1974 de UEFA Cup. 

### RWDM
Bij Racing White Daring Molenbeek werd hij meteen aanvoerder. In 1975 werd RWDM kampioen van België en in 1976/77 bereikte het de halve finale van de UEFA Cup.  

### Lierse SK
Bij Lierse SK begon hij in 1982 en na twee seizoenen sloot hij er zijn voetballoopbaan af.

### Clubstatistieken

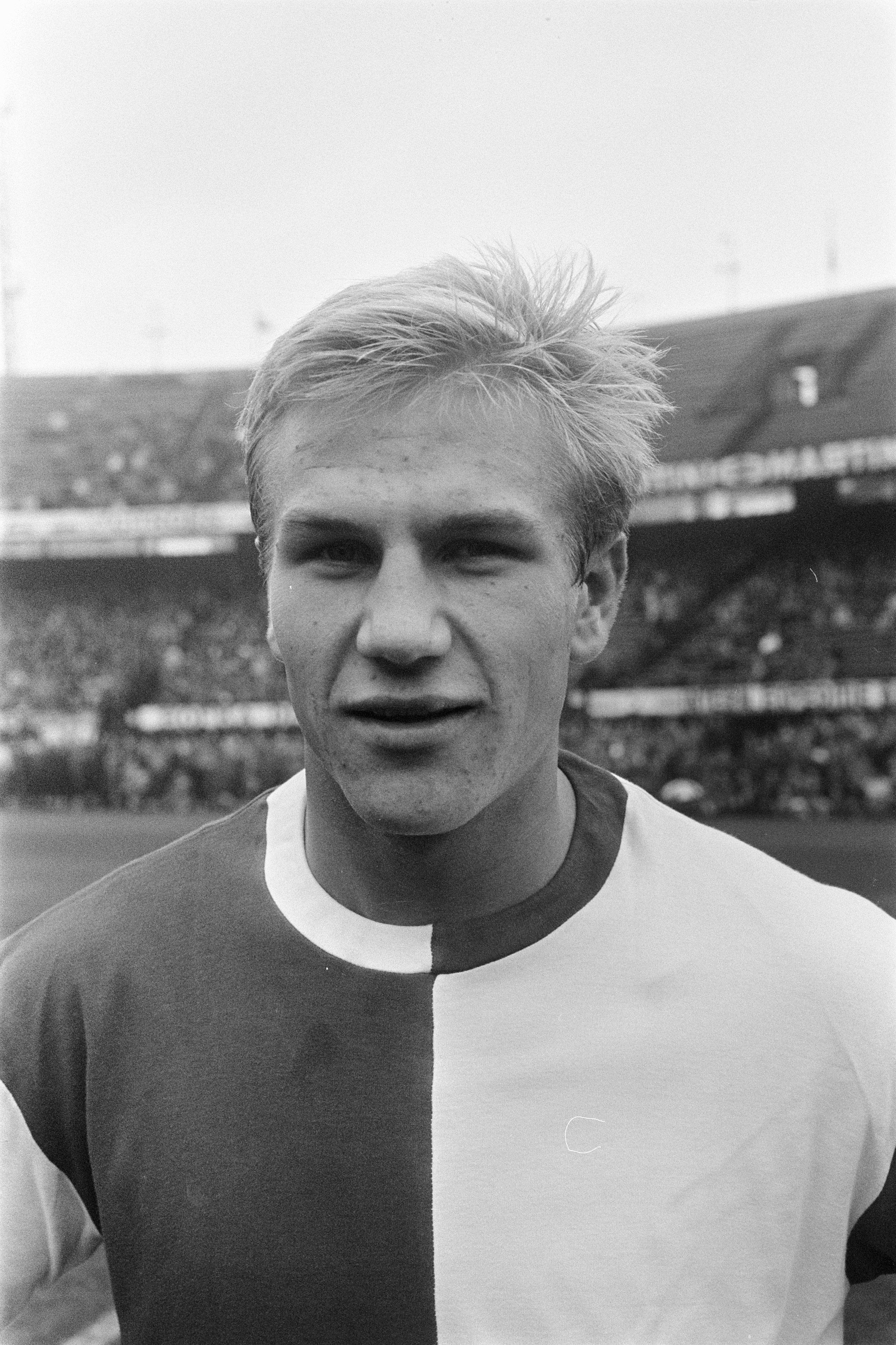
Boskamp op 18-jarige leeftijd.

| Seizoen | Club            | Land               | Competitie    | Wed. | Goals |
| ------- | --------------- | ------------------ | ------------- | ---- | ----- |
| 1966/67 | Feyenoord       | Vlag van Nederland | Eredivisie    | 1    | 0     |
| 1967/68 | Feyenoord       | Vlag van Nederland | Eredivisie    | 15   | 2     |
| 1968/69 | Feyenoord       | Vlag van Nederland | Eredivisie    | 10   | 0     |
| 1969/70 | → Holland Sport | Vlag van Nederland | Eredivisie    | 31   | 7     |
| 1970/71 | Feyenoord       | Vlag van Nederland | Eredivisie    | 22   | 2     |
| 1971/72 | Feyenoord       | Vlag van Nederland | Eredivisie    | 21   | 4     |
| 1972/73 | Feyenoord       | Vlag van Nederland | Eredivisie    | 5    | 1     |
| 1973/74 | Feyenoord       | Vlag van Nederland | Eredivisie    | 28   | 5     |
| 1974/75 | RWDM            | Vlag van België    | Eerste klasse | 33   | 5     |
| 1975/76 | RWDM            | Vlag van België    | Eerste klasse | 32   | 6     |
| 1976/77 | RWDM            | Vlag van België    | Eerste klasse | 28   | 4     |
| 1977/78 | RWDM            | Vlag van België    | Eerste klasse | 30   | 7     |
| 1978/79 | RWDM            | Vlag van België    | Eerste klasse | 32   | 6     |
| 1979/80 | RWDM            | Vlag van België    | Eerste klasse | 28   | 2     |
| 1980/81 | RWDM            | Vlag van België    | Eerste klasse | 26   | 3     |
| 1981/82 | RWDM            | Vlag van België    | Eerste klasse | 29   | 3     |
| 1982/83 | Lierse SK       | Vlag van België    | Eerste klasse | 29   | 2     |
| 1983/84 | Lierse SK       | Vlag van België    | Eerste klasse | 31   | 1     |
| TOTAAL  | TOTAAL          | TOTAAL             | TOTAAL        | 431  | 60    |

## Trainersloopbaan
Vanaf 1984/1985 trainde Boskamp Lierse SK dat erin slaagde om boven de degradatiezone te eindigen, maar het volgende seizoen naar tweede klasse zakte. Nadien volgden Verbroedering Denderhoutem, KSK Beveren, KV Kortrijk en RSC Anderlecht.
Bij RSC Anderlecht zette Boskamp het succes van zijn voorganger Luka Peruzović verder. In 1993 veroverde hij zijn eerste titel als trainer, in 1994 de dubbel, en in 1995 een derde landstitel op rij. Na zijn vertrekt werd RSC Anderlecht Europees uitgeschakeld en manager Verschueren vroeg Boskamp terug. Hij bleef twee seizoenen.  
In België trainde hij nog KAA Gent, Racing Genk, Standard Luik, FCV Dender EH en KSK Beveren.
In Georgië trainde hij Dinamo Tbilisi en het elftal, in de Verenigde Arabische Emiraten Al-Wasl Club, in Koeweit Kazma SC en het elftal, en in Groot-Brittannië tweedeklasser Stoke City.    

## Medialoopbaan
In België was Boskamp vaak te gast in Extra Time op Canvas, en in Nederland bij de populaire voetbaltalkshow VI (Voetbal Inside, Veronica Inside en Veronica Offside). Daarnaast was hij analist bij VTM, 2BE, RTL 7 en Ziggo Sport.
In 2018 publiceerde Standaard Uitgeverij het boek Voetbal stelt niets voor, een roadtrip langs zijn interessevelden. Op zijn vijfenzeventigste verjaardag zette Boskamp een punt achter zijn loopbaan. Naar aanleiding daarvan verscheen bij dezelfde uitgever de autobiografie Boskamp - Mijn leven. Sportieve en andere ontboezemingen.

## Erelijst

### Als speler
| Competitie                 |           |                           |           |           |
| Competitie                 | Aantal    | Jaren                     |           |           |
| Feyenoord                  | Feyenoord | Feyenoord                 | Feyenoord | Feyenoord |
| -------------------------- | --------- | ------------------------- | --------- | --------- |
| Mondiaal                   |           |                           |           |           |
| Wereldbeker voor clubteams | 1x        | 1970                      |           |           |
| Internationaal             |           |                           |           |           |
| UEFA Cup                   | 1x        | 1973/74                   |           |           |
| Intertoto Cup              | 3x        | 1967, 1968, 1973          |           |           |
| Nationaal                  |           |                           |           |           |
| Eredivisie                 | 3x        | 1968/69, 1970/71, 1973/74 |           |           |
| KNVB beker                 | 1x        | 1968/69                   |           |           |
| RWDM                       |           |                           |           |           |
| Eerste klasse              | 1x        | 1974/75                   |           |           |
| Trofee Jules Pappaert      | 1x        | 1975                      |           |           |

| Competitie                  | Winnaar   | Winnaar   | Tweede    | Tweede    | Derde     | Derde     |
| Competitie                  | Aantal    | Jaren     | Aantal    | Jaren     | Aantal    | Jaren     |
| Nederland                   | Nederland | Nederland | Nederland | Nederland | Nederland | Nederland |
| --------------------------- | --------- | --------- | --------- | --------- | --------- | --------- |
| Wereldkampioenschap voetbal |           |           | 1x        | 1978      |           |           |

### Individueel als speler
| Prijs                   | Aantal | Jaren            |
| ----------------------- | ------ | ---------------- |
| Man van het Seizoen     | 2x     | 1974/75, 1977/78 |
| Belgische Gouden Schoen | 1x     | 1975             |

### Als trainer
| Competitie         |             |                           |             |             |
| Competitie         | Aantal      | Jaren                     |             |             |
| KSC Beveren        | KSC Beveren | KSC Beveren               | KSC Beveren | KSC Beveren |
| ------------------ | ----------- | ------------------------- | ----------- | ----------- |
| Tweede klasse      | 1x          | 1990/91                   |             |             |
| RSC Anderlecht     |             |                           |             |             |
| Eerste klasse      | 3x          | 1992/93, 1993/94, 1994/95 |             |             |
| Beker van België   | 1x          | 1993/94                   |             |             |
| Belgische Supercup | 1x          | 1993                      |             |             |
| FC Dinamo Tbilisi  |             |                           |             |             |
| Oemaghlesi Liga    | 1x          | 1998/99                   |             |             |
| KRC Genk           |             |                           |             |             |
| Beker van België   | 1x          | 1999/00                   |             |             |